# Bağdatlı Mehmed Hadi Pacha
Bağdatlı Mehmed Hadi Pacha ou Abdülhâdî Pacha, né en 1861 à Bagdad (Empire ottoman) et mort en 1932 à Tirana (Albanie), est un militaire et homme politique ottoman, ministre de l'Éducation puis du Commerce et de l'Agriculture dans l'administration de Damat Ferid Pacha, l'un des derniers gouvernements de l'Empire ottoman. C'est à ce titre qu'il est l'un des signataires du traité de Sèvres en 1920, ce qui lui vaut d'être contraint à l'exil par les nouvelles autorités turques qui considèrent cela comme une forfaiture majeure de sa part. 